# International Cycling Classic
L'International Cycling Classic, également appelé SuperWeek, est une course cycliste américaine formée de 18 épreuves disputées sur 17 jours et donnant lieu à un classement général par point. Elle a été créée en 1989. Elle comprend des compétitions féminines et masculines, professionnelles, amateurs, juniors et masters. Les courses sont des critériums et des courses en ligne disputées autour de Milwaukee dans le Wisconsin.

## Palmarès

### Hommes
- 1989 :  Tom Valente
- 1990 :  Roberto Gaggioli
- 1991 :  Jim Copeland
- 1992 :  Roberto Gaggioli
- 1993 :  Sven Teutenberg
- 1994 :  Lars Michaelsen
- 1995 :  Radisa Cubric
- 1996 :  Fred Rodriguez
- 1997 :  Harm Jansen
- 1998 :  Frank McCormack
- 1999 :  Harm Jansen
- 2000 :  Pelle Kil
- 2001 :  Jonas Carney
- 2002 :  Viktor Rapinski
- 2003 :  Viktor Rapinski
- 2004 :  Harm Jansen
- 2005 :  Karl Menzies
- 2006 :  Dennis Haueisen
- 2007 :  Marco Antonio Rios
- 2008 :  Jonathan Cantwell
- 2009 :  Bernard Sulzberger
- 2010 :  Jonathan Cantwell
- 2011 :  Chun Kai Feng

### Femmes
- 1999 :  Kendra Wenzel
- 2000 :  Andrea Smessaert
- 2001 :  Stephanie Hannos
- 2002 :  Lauren Franges
- 2003 :  Lynn Gaggioli
- 2004 :  Tina Pic
- 2005 :  Magen Long
- 2006 :  Kelly Benjamin
- 2007 :  Kelly Benjamin
- 2008 :  Theresa Cliff-Ryan
- 2009 :  Nicky Wangsgard
- 2010 :  Nicky Wangsgard
- 2011 :  Nicky Wangsgard